# Madeline O'Neill
Madeline O'Neill (även Madeleine O'Neill), född 1867/1868, död efter 1926, var en brittisk tennisspelare.

## Deltagande i Wimbledonmästerskapen
O'Neill deltog i Wimbledonmästerskapen 14 år under perioden 1905–1923.
Hennes bästa resultat i Wimbledon:
- Singel: Hon deltog elva gånger (1905, 1907–1914, 1919 och 1922) och nådde som längst 1909 och 1913, då hon nådde kvartsfinal.[2][3]
- Dubbel: Hon deltog två gånger (1913 och 1914), men förlorade första matchen vid båda tillfällena. 1913 spelade hon tillsammans med Winifred Beamish och 1914 med Hilda Lane.[4][5]
- Mixed dubbel: Hon deltog sju gånger (1913–1914 och 1919–1923) och nådde som längst 1913, då hon tillsammans med Norman Kidson nådde semifinal.[6]

## Rekordinnehavare – äldsta som vunnit en singelmatch
1922 vann O'Neill 54 år gammal två singelmatcher i Wimbledon och är ännu i dag den äldsta som vunnit en singelmatch i Wimbledon. De två matcherna spelades mot Perrett och Louise Bull.